# 马特·韦尔什
马特·韦尔什（英語：Matt Welsh，1976年11月18日—），澳大利亚男子游泳运动员。他曾代表澳大利亚参加2000年和2004年夏季奥林匹克运动会游泳比赛，其中2000年奥运会获得二枚银牌和一枚铜牌。